# Arquidiócesis de Washington
La arquidiócesis de Washington (en latín: Archidioecesis Vashingtonensis y en inglés: Roman Catholic Archdiocese of Washington) es una circunscripción eclesiástica de la Iglesia católica en Estados Unidos. Se trata de una arquidiócesis latina, sede metropolitana de la provincia eclesiástica de Washington. Desde el 6 de enero de 2025 su arzobispo es el cardenal Robert W. McElroy.

## Territorio y organización

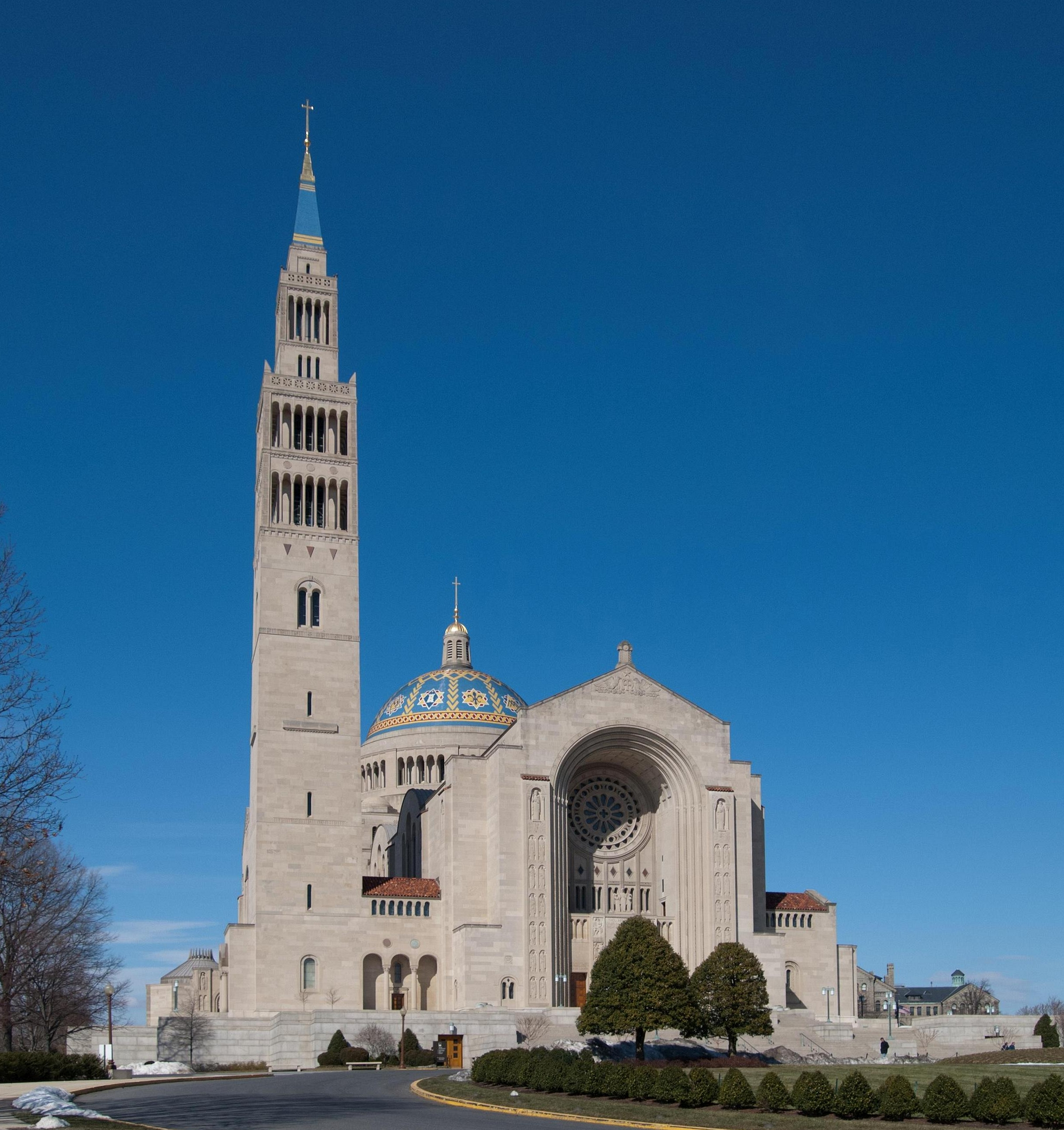
Basílica del Santuario Nacional de la Inmaculada Concepción

La arquidiócesis tiene 5447 km² y extiende su jurisdicción sobre los fieles católicos de rito latino residentes en el Distrito de Columbia y en 5 condados del estado de Maryland: Calvert, Charles, Montgomery, Prince George, Saint Mary.
La sede de la arquidiócesis se encuentra en la ciudad de Washington D. C., en donde se halla la Catedral de San Mateo el Apóstol y la basílica del Santuario Nacional de la Inmaculada Concepción, que es la iglesia más grande de Estados Unidos y la octava del mundo, y que contiene la tiara del papa Pablo VI.
La arquidiócesis tiene como sufragánea a la diócesis de Saint Thomas en las Islas Vírgenes de los Estados Unidos.
En 2020 en la arquidiócesis existían 139 parroquias.
Es la sede de The Catholic University of America, la universidad católica nacional operada por los obispos de Estados Unidos. 

## Historia
La arquidiócesis fue erigida el 15 de noviembre de 1947 con la bula Universi dominici gregis del papa Pío XII, tras la división de la arquidiócesis de Baltimore-Washington, de la que también se originó la arquidiócesis de Baltimore.
El 13 de marzo de 1954, con la carta apostólica Matrem Dei, el papa Pío XII proclamó a la Santísima Virgen María, honrada con el título de Madre de Dios, patrona principal de la arquidiócesis.
El 12 de octubre de 1965 se convirtió en sede metropolitana con la bula Fidelium christianorum del papa Pablo VI.
El 26 de septiembre de 2018 se anunció que la arquidiócesis de Washington era una de las cuatro diócesis católicas estadounidenses bajo investigación de la Conferencia de Obispos Católicos de los Estados Unidos por denuncias de abuso sexual. El acusado excardenal y arzobispo de Washington Theodore McCarrick había servido en cada diócesis. El 15 de octubre de 2018 la arquidiócesis de Washington publicó los nombres de 31 clérigos que sirvieron en la arquidiócesis y fueron acusados de manera creíble de abusar sexualmente de menores desde 1948. El 15 de agosto de 2019 el sacerdote arquidiocesano Urbano Vázquez fue condenado por cuatro cargos de abuso sexual que involucran a dos niñas. El 22 de noviembre de 2019 Vázquez fue sentenciado a 15 años de prisión.

## Estadísticas
Según el Anuario Pontificio 2021 la arquidiócesis tenía a fines de 2020 un total de 667 434 fieles bautizados.
| Año                                                                             | Población            | Población | Población      | Sacerdotes | Sacerdotes    | Sacerdotes    | Bautizados por sacerdote | Diáconos permanentes | Religiosos | Religiosos | Parroquias |
| Año                                                                             | Bautizados católicos | Total     | % de católicos | Total      | Clero secular | Clero regular | Bautizados por sacerdote | Diáconos permanentes | Varones    | Mujeres    | Parroquias |
| ------------------------------------------------------------------------------- | -------------------- | --------- | -------------- | ---------- | ------------- | ------------- | ------------------------ | -------------------- | ---------- | ---------- | ---------- |
| 1950                                                                            | 175 000              | 1 219 806 | 14.3           | 690        | 144           | 546           | 253                      |                      | 1218       | 1205       | 83         |
| 1966                                                                            | 361 482              | 1 749 006 | 20.7           | 1179       | 338           | 841           | 306                      |                      | 1195       | 1865       | 122        |
| 1970                                                                            | 396 212              | 2 327 127 | 17.0           | 1095       | 317           | 778           | 361                      |                      | 1201       | 1541       | 123        |
| 1976                                                                            | 396 421              | 2 090 800 | 19.0           | 1157       | 362           | 795           | 342                      | 56                   | 1399       | 1200       | 127        |
| 1980                                                                            | 402 000              | 2 126 000 | 18.9           | 961        | 300           | 661           | 418                      | 92                   | 1295       | 974        | 132        |
| 1990                                                                            | 400 000              | 2 200 300 | 18.2           | 1021       | 357           | 664           | 391                      | 162                  | 925        | 1021       | 136        |
| 1999                                                                            | 510 000              | 2 413 700 | 21.1           | 874        | 333           | 541           | 583                      | 232                  | 152        | 827        | 139        |
| 2000                                                                            | 515 000              | 2 419 324 | 21.3           | 1092       | 455           | 637           | 471                      | 229                  | 966        | 771        | 140        |
| 2001                                                                            | 551 436              | 2 436 407 | 22.6           | 1109       | 459           | 650           | 497                      | 234                  | 948        | 748        | 140        |
| 2002                                                                            | 581 494              | 2 528 235 | 23.0           | 1130       | 448           | 682           | 514                      | 233                  | 997        | 751        | 140        |
| 2003                                                                            | 581 900              | 2 571 395 | 22.6           | 1060       | 454           | 606           | 548                      | 191                  | 874        | 734        | 140        |
| 2004                                                                            | 567 266              | 2 614 128 | 21.7           | 1081       | 420           | 661           | 524                      | 187                  | 930        | 734        | 140        |
| 2010                                                                            | 592 769              | 2 694 405 | 22.0           | 782        | 407           | 375           | 758                      | 179                  | 636        | 583        | 140        |
| 2013                                                                            | 621 476              | 2 824 893 | 22.0           | 793        | 397           | 396           | 783                      | 246                  | 673        | 503        | 139        |
| 2014                                                                            | 630 823              | 2 867 377 | 22.0           | 811        | 406           | 405           | 777                      | 265                  | 660        | 489        | 139        |
| 2016                                                                            | 646 892              | 2 949 512 | 21.9           | 829        | 400           | 429           | 780                      | 272                  | 867        | 498        | 139        |
| 2017                                                                            | 655 601              | 2 980 005 | 22.0           | 803        | 392           | 411           | 816                      | 264                  | 807        | 476        | 139        |
| 2020                                                                            | 667 434              | 3 033 794 | 22.0           | 936        | 422           | 514           | 713                      | 193                  | 895        | 413        | 139        |
| Fuente: Catholic-Hierarchy, que a su vez toma los datos del Anuario Pontificio. |                      |           |                |            |               |               |                          |                      |            |            |            |

## Episcopologio
- Cardenal Patrick Aloysius O'Boyle † (27 de noviembre de 1947-3 de marzo de 1973 retirado)
- Cardenal William Wakefield Baum † (5 de marzo de 1973-18 de marzo de 1980 renunció)
- Cardenal James Aloysius Hickey † (17 de junio de 1980-21 de noviembre de 2000 retirado)
- Cardenal Theodore Edgar McCarrick (21 de noviembre de 2000-16 de mayo de 2006 retirado)[nota 4]
- Cardenal Donald William Wuerl (16 de mayo de 2006-12 de octubre de 2018 retirado)
- Cardenal Wilton Daniel Gregory  (4 de abril de 2019 - 6 de enero de 2025 retirado)
- Cardenal Robert W. McElroy, desde el 6 de enero de 2025.